# كاسترو ديل ريو (قرطبة)
بلدية كاسترو ديل ريو (بالإسبانية: Castro del Río)‏، هي إحدى بلديات مقاطعة قرطبة إحدى مقاطعات إسبانيا، و التي تقع في منطقة الأندلس جنوب إسبانيا.
يبلغ عدد سكانها 8.058 نسمة وفقاً لإحصائية سنة (2007).

## أعلام
- حزقيال أنطونيو خيمينيز